# ریزش ساختمان در خیابان سعادت‌آباد تهران
حادثهٔ فروریختن ساختمانی در خیابان سعادت‌آباد تهران حادثه‌ای‌ست که در ساعت هشت و ۴۴ دقیقه روز دوشنبه، ۱۰ تیر ۱۳۸۷ روی داد و در آن هفده کارگر اهل کوهدشت لرستان بر اثر ریزش یک ساختمان هفت طبقه در خیابان سعادت‌آباد تهران در هنگام تخریب ساختمان زیر آوار مانده و جان سپردند.

## جانباختگان
- حسین نورعلی، دانشجوی علوم دینی و مجرد
- عزیزعلی امیرنژاد، پنجاه ساله
- علی حسین یوسفیان، پدر سعید یوسفیان
- سعید یوسفیان، دانش آموز پیش دانشگاهی
- حسین پیری هاشم‌آبادی ۱۸ ساله مجرد
- مراد یاری ۱۸ساله بازمانده از تحصیل
- بهرام پیرزاده نور، پدر مهران پیرزاده نور
- مهران پیرزاده نور، ۱۹ ساله
- هوشمند منصوری، دانشجوی الهیات دانشگاه الشتر
- افشار سعادتی ۲۴ ساله، مجرد
- عابدین سعادتی ۲۹ ساله، مجرد
- احسان آزادبخت، ۲۰ ساله
- موسی آزادبخت، ۲۰ ساله، دیپلم
- یحیی سعادتی آزادبخت، ۲۶ ساله، مجرد
- فریبرز سعادتی آزادبخت، ۲۴ ساله، مجرد
- میثم قاسمی، ۱۹ ساله، دیپلم
- علی ابدالی، پدر پنج فرزند[۳]

## وضعیت ساختمان
اهالی محل مدت‌ها پیش از این حادثه وضعیت خطرناک این ساختمان را به مسئولان گزارش داده بودند، اما اقدام به موقع صورت نگرفته و تخریب آن منجر به ریزش ساختمان می‌گردد که مرگ ۱۷ کارگر را در پی دارد.

## واکنش‌ها
سعید مرتضوی، دادستان وقت تهران کارگران کشته شده را نه «کارگران عادی»، بلکه بیشترشان را دانشجویانی عنوان کرد که برای گذران زندگی تأمین هزینه تحصیل شان مشغول به کار شده بودند. علی عباسپور تهرانی فرد، دانشجو بودن این کارگران ساختمانی را نشانهٔ «یک ناهنجاری اجتماعی» دانست که سبب شده تا دانشجویان علی‌رغم مشغلهٔ درسی به کار یدی روی بیاورند. فرمانداری کوهدشت روز پنجشنبه، سیزدهم تیرماه ۱۳۸۷ را در این شهرستان عزای عمومی اعلام کرد. با این حال محمدباقر قالیباف، شهردار تهران در پاسخ به سؤال خبرنگار ایلنا در رابطه با احتمال تکرار اینگونه حوادث گفت: «گاهی حاشیهٔ موضوعات برای رسانه‌ها مهم می‌شود، مثل حادثه سعادت آباد که آن را خبرنگاران بزرگ می‌کنند.» اما رسول خادم، رئیس کمیسیون اقتصادی و برنامه بودجه شورای اسلامی شهر تهران گفت: «جایگاه شورای شهر تهران ایجاب می‌کند که کلیه حوزه‌های مسئول در این حادثه پاسخگو باشند. وی همچنین در انتقاد از سازمان نظام مهندسی گفت: «سازمان نظام مهندسی برای پاسخگویی کجا قرار دارد و چرا در صحنه حاضر نیست؟» قطب علمی فناوری معماری دانشگاه تهران نیز در بیانیه‌ای این حادثه را نشان دهندهٔ این مسئله دانست که «فرایند کنونی برای اجرای ساختمان و کنترل کیفیت آن قادر به تأمین شرایط لازم برای تحقق «ایمنی، اقتصاد، بهره‌وری و آسایش» در ساختمان‌ها نبوده و درانداختن طرحی نو در این زمینه ضروری است.» قطب علمی فناوری معماری دانشگاه تهران همچنین «مالک ساختمان، مجری، مهندس معمار، مهندس سازه، مهندس ناظر، شهرداری، سازمان نظام مهندسی ساختمان، وزارت مسکن و شهرسازی، دانشگاه‌ها و …» را در جریان این حادثه مسئول دانست.

## پرونده قضائی
در جریان رسیدگی به این پرونده شهرداری تهران تا ۸۵ درصد مقصر شناخته شد. متهم اصلی پرونده که یکی از پیمانکاران پروژه بود، بنا به گفتهٔ رضا جعفری، سرپرست دادسرای کارکنان دولت متواری شده و با وجود حضور مکرر خانواده‌های جانباختگان حادثه در دادگاه، پرونده به نتیجهٔ مشخصی نرسیده‌است. در نهایت نمایندهٔ جانباختگان از شکایت انصراف داده و رضایت خود را اعلام کرد.